# Start Start Start
『Start Start Start』（スタート スタート スタート）は、2020年5月9日にARIGATO MUSICより発売されたベリーグッドマンの2ndミニアルバム。品番はAMBGM-0003。

## 概要
- 2019年に大阪城ホールでのワンマンライブを皮切りに、初のバンド編成でのワンマンツアー、初の野外ワンマン2days、初の2マンツアーと様々な挑戦をし、2020年は新たな進化を遂げるべく、原点回帰の気持ちと新たにStartを切る決意の意味を込められて制作された[1]。
- ジャケットはメンバーが1番最初に作ったCD「RED」をモチーフにし、1stアルバムに収録されている曲をバンドアレンジで再録[1]。
- ライブ会場および通販にて限定発売[1]。
- デジタルシングル「#みんなと作った卒業ソング」を収録。
- 「おとん 〜yat〜」の曲ラストのMOCAパート最後部分は、MOCAのソロアルバム曲「ビストロ」の歌詞とメロディーになっている。

## 収録曲
| #         | タイトル                        | 作詞             | 作曲             | 編曲      | 時間  |
| --------- | ------------------------------- | ---------------- | ---------------- | --------- | ----- |
| 1.        | 「Intro 〜Start〜」             |                  | ベリーグッドマン | HiDEX     | 1:06  |
| 2.        | 「コンパス（2020 ver.）」       | ベリーグッドマン | ベリーグッドマン | HiDEX     | 4:44  |
| 3.        | 「ファンファーレ（2020 ver.）」 | ベリーグッドマン | ベリーグッドマン | HiDEX     | 4:46  |
| 4.        | 「#みんなと作った卒業ソング」   | ベリーグッドマン | ベリーグッドマン | HiDEX     | 3:39  |
| 5.        | 「おとん 〜yat〜」              | ベリーグッドマン | ベリーグッドマン | HiDEX     | 4:09  |
| 合計時間: | 合計時間:                       | 合計時間:        | 合計時間:        | 合計時間: | 18:24 |

## タイアップ
- #みんなと作った卒業ソング - MBS『MM-TV』2020年5月度エンディングテーマ